# 丁文智
丁文智（1930年9月26日—），出生於山東省；台灣作家，本擅長詩作，後來文學領域也跨散文與小說寫作。筆名「夢雷」的丁文智，本職中華民國國軍基層士官，因具有共同存在意識等特點，即使只是業餘寫作，仍曾獲陸軍新文藝金獅獎、國軍新文藝金像獎、中國文藝協會中國文藝獎章等重要文學獎項。 
除了文學寫作外，1968年與辛鬱、彭邦楨、羅行等合組出版社。1999年則接任創世紀詩社社長，至今仍在任。丁文智的寫作從生命本質探討為基礎，並延伸到對戰爭、世界或生命永恆等議題。較著名作品計有：〈葉子與茶如是說〉，〈能停一停嗎，我說時間〉，〈一盆小小的月季〉等。